# Chloraea alpina
Chloraea alpina är en orkidéart som beskrevs av Eduard Friedrich Poeppig. Chloraea alpina ingår i släktet Chloraea och familjen orkidéer. Inga underarter finns listade i Catalogue of Life.

## Bildgalleri

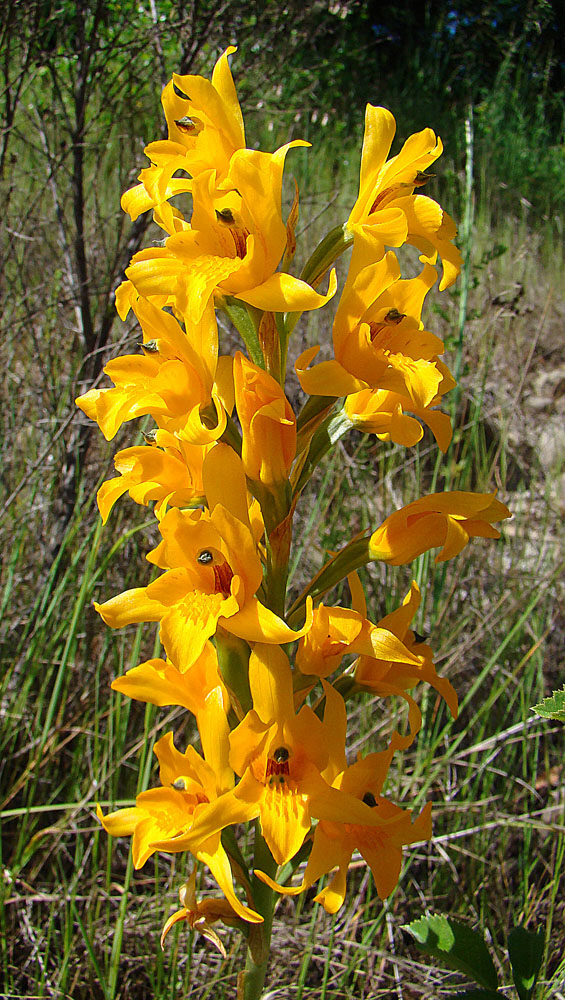
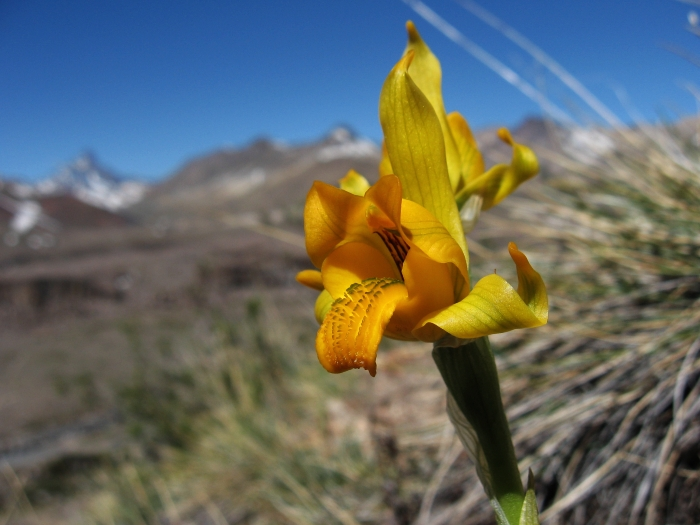
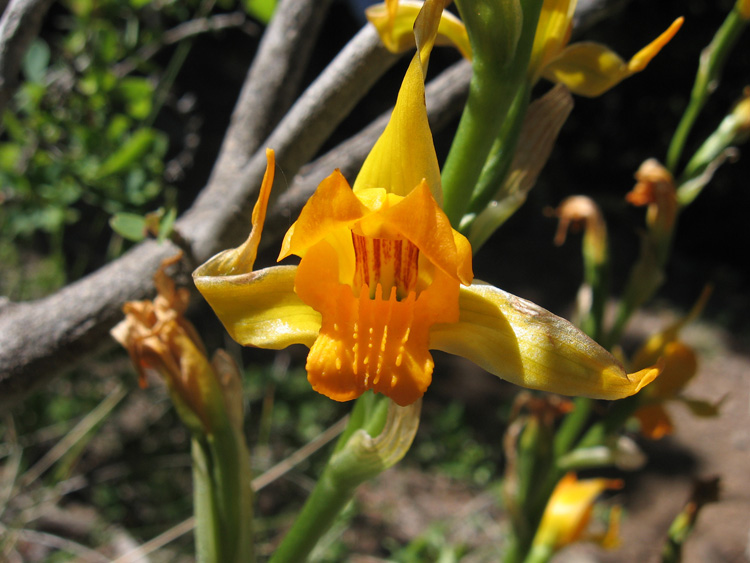